# 香港憲法革新會
香港憲法革新會，是英屬香港最早成立的政治組織，由一群熱忱於香港事務的歐裔人士組成，他們希望爭取香港於1910年代後期進行政治改革。

## 歷史
香港憲法革新會於1917年5月3日在大會堂皇家劇院一個很多人出席的聚會上成立，這個組織是由香港總商會一手推動而成的。憲改會於其後遞交一份有關提案，建議將立法局的非官守議席提升至多於官守議席的水平。提案經英國下議院議員約翰．威爾呈交到該院裏作討論，但最後被殖民地部拒絕他們的提案。
1919年1月9日，一份有關增加非官守議員議席超過官守議席的提案獲得通過。在這之後，七個非官守議員由香港總商會、香港中華總商會、太平紳士各自選出一個於立法局的代表，而剩餘四個議席由在陪審員名單上的英國臣民擔任（其中包括三個英國裔人士、一個葡萄牙裔人士）。
1920年，香港總督司徒拔評論該會為一個「荒唐的組織」，因為組織由幾十名沒有參與議政的人士組成，並顯露出其垂死的形態。最後，在1923年10月，憲改會宣布停止運作。